# 千葉一夫 (プログラマー)
千葉 一夫 （ちば かずお、1965年7月26日 - ）は、宮城県石巻市出身のプログラマー。

## プロフィール
16本のソフトウェア（全てフリーソフト）を開発している。開発言語は、主にVisualBasic 6.0とVisualStudio .NET。特に「リサイズ超簡単！Pro」はブログに写真を掲載する際に必要となる写真のリサイズ作業をできるだけ簡単に行うことを目的として開発され、多くのブロガーに活用されている。また、多数のPC雑誌に掲載・収録されており、「PC JAPAN」（ソフトバンク クリエイティブ株式会社）の最強ツールズ2006、2007そして2008にも選ばれた。また、雑誌媒体のみならず、Vectorの新着ソフトウェアレビューや窓の杜などのダウンロードサイトでも紹介されている。

## 開発プログラム

### VisualStudio.NETによる開発
- リサイズ超簡単！Pro
- リサイズ超簡単！
- でじたるポケット

### VisualBasic6.0による開発
- 蔵書管理Professional
- 蔵書管理Personal
- 蔵書管理
- データ変換
- CD管理Personal
- SE Producer Professional
- SE Producer
- Diet Supporter Plus
- プレゼンテーションタイマー<Pt>
- わくわく生活科
- Car Life Supporter
- 日直日誌

### 雑誌掲載 等
- 『趣味悠々「中高年のためのパソコンシリーズ　パソコンソフト活用術入門」』（NHK教育テレビ）
- 『はじめての無料ホームページデビュー』（秀和システム）
- 『PC JAPAN』（ソフトバンククリエイティブ）
- 『PC USER』　Windowsオンラインソフトの世界（文：福住護）（ソフトバンクパブリッシング）
- 『Yahoo! Internet Guide』（ソフトバンククリエイティブ）
- 『今日から楽しむデジタルカメラ』（大創出版）
- 『週刊アスキー』（アスキー）
- 『アスキー ドットPC』（アスキー）
- 『iP!』（晋遊舎）
- 『ウィンドウズROM！』（毎日コミュニケーションズ）
- 『DOS/V POWER REPORT』（インプレス）